# Шухомка

Шухомка — река в России, протекает в Фурмановском районе Ивановской области. Устье реки находится в 38 км по правому берегу реки Шачи. Длина реки составляет 13 км.
Исток реки находится южнее села Шухомош в 6 км к юго-востоку от города Фурманова. Река течёт на север, протекает деревни Шухомош, Лопатино, Ворончиха, Шульгино, Бакшеево.

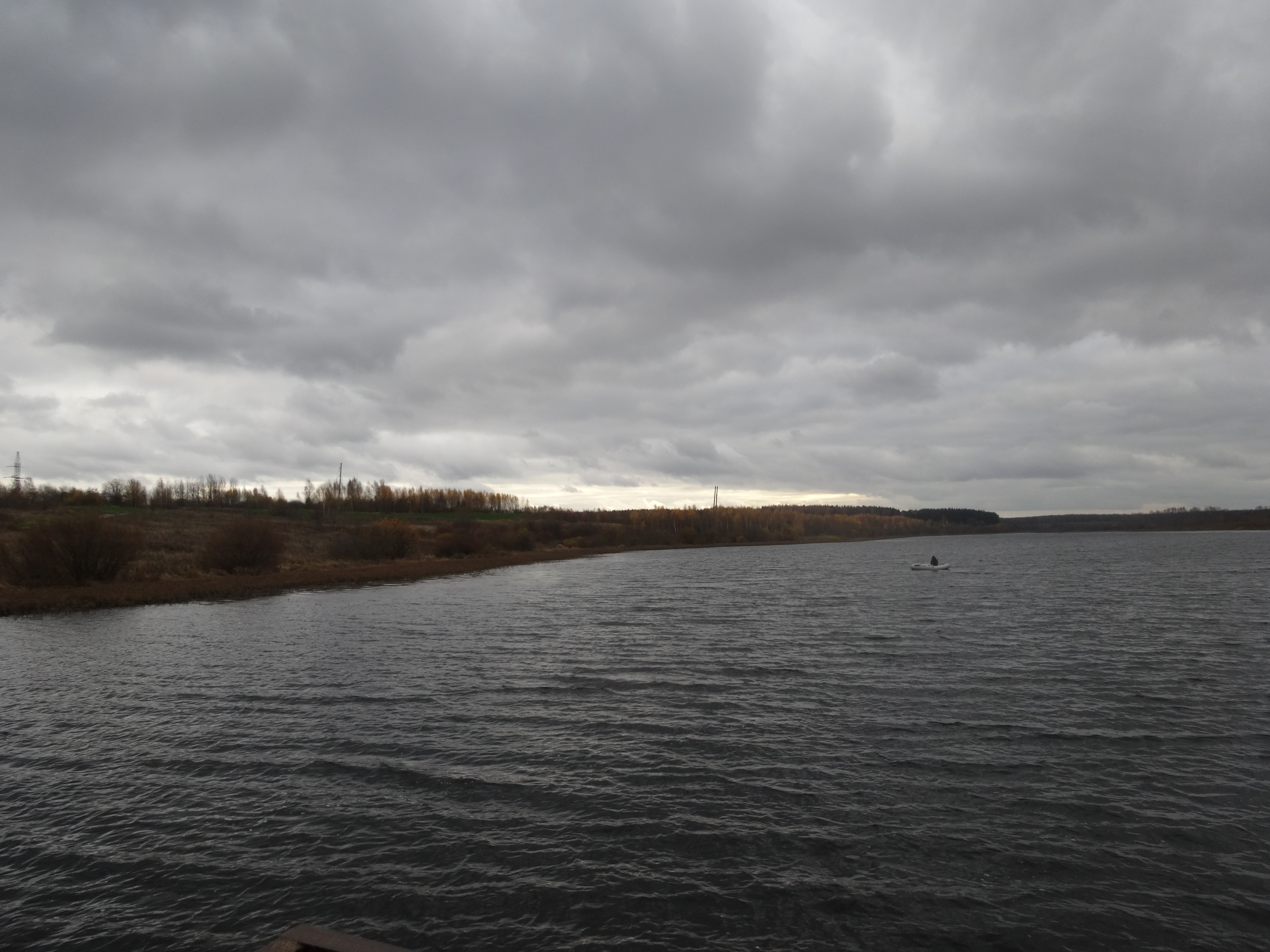

В селе Шухомош на реке плотина и запруда. Впадает в Шачу в деревне Белино в 6 км к северо-востоку от Фурманова.

## Данные водного реестра
По данным государственного водного реестра России относится к Верхневолжскому бассейновому округу, водохозяйственный участок реки — Волга от города Кострома до Горьковского гидроузла (Горьковское водохранилище), без реки Унжа, речной подбассейн реки — Волга ниже Рыбинского водохранилища до впадения Оки. Речной бассейн реки — (Верхняя) Волга до Куйбышевского водохранилища (без бассейна Оки).
По данным геоинформационной системы водохозяйственного районирования территории РФ, подготовленной Федеральным агентством водных ресурсов:
- Код водного объекта в государственном водном реестре — 08010300412110000013407
- Код по гидрологической изученности (ГИ) — 110001340
- Код бассейна — 08.01.03.004
- Номер тома по ГИ — 10
- Выпуск по ГИ — 0